# Günther von Stosch
Günther Georg Oskar Bernhard Graf von Stosch (* 29. Mai 1893 in Polnisch Kessel, Kreis Grünberg i. Schles.; † 23. März 1955 in Essen-Rüttenscheid) war ein deutscher Politiker der NSDAP, Regierungsbeamter und Regierungspräsident in Minden und Münster.

## Leben

### Herkunft und Ausbildung
Stosch wurde als Sohn des späteren Generallandschaftsrepräsentanten Felix Georg Graf von Stosch (1867–1930) und dessen Ehefrau Elisabeth (Elsa) Mathilde Karoline Freiin von Gemmingen-Hagenschieß (1872–1929) geboren und entstammt einer alten Adelsfamilie. Er legte seine Reifeprüfung auf dem Gymnasium in Wohlau im Jahre 1912 ab. Anschließend studierte er Rechts- und Staatswissenschaften in Breslau. Er trat als Einjährig-Freiwilliger in die preußische Armee ein und nahm von 1914 bis 1918 als Reserveoffizier mit höchstem Dienstgrad Oberleutnant am Ersten Weltkrieg teil.

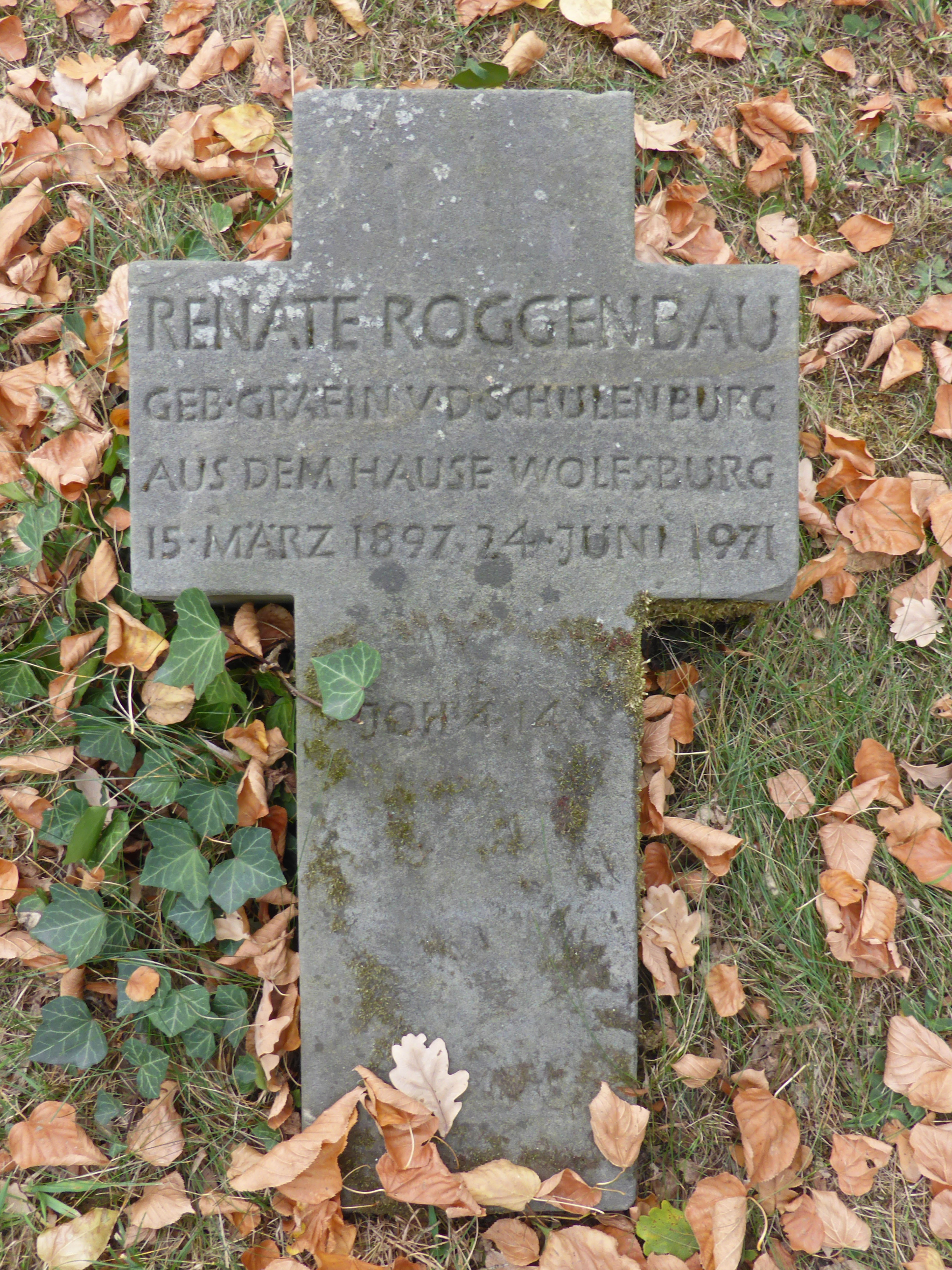
Grabstein seiner geschiedenen Frau

1920 bestand er sein Referendarexamen. 1921 wurde er zum Dr. jur. promoviert. 1923 legte er die Assessorprüfung ab.

### Familie

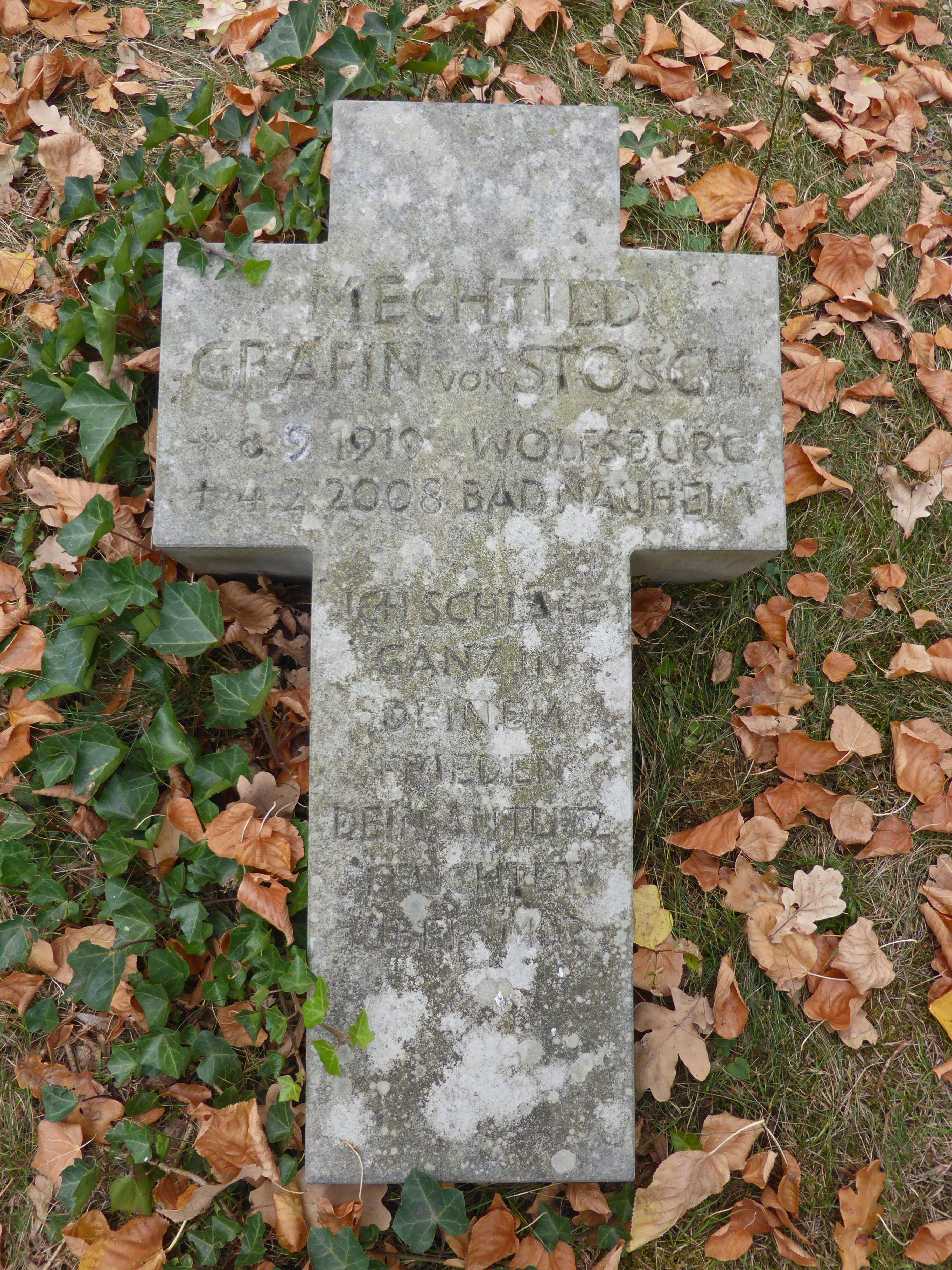
Grabstein seiner Tochter Mechtild

Am 15. Mai 1918 heiratete er in Wolfsburg Renate Charlotte Julia Gräfin von der Schulenburg (* 15. März 1897 in Wolfsburg; † 24. Juni 1971 in Wolfsburg), eine Tochter von Werner-Karl-Hermann Graf von der Schulenburg-Wolfsburg und Frieda Gräfin von der Schulenburg, geborene Freiin von dem Bussche-Ippenburg gen. von Kessell. Diese Ehe wurde 1931 geschieden. Noch heute erinnert ein Grabstein auf dem Friedhof in Rothenfelde an seine ehemalige Ehefrau. Am 24. Februar 1936 heiratete er in Grüntal seine zweite Frau Walpurgis Metta von Trotha (* 24. Februar 1907).
Kinder aus erster Ehe:
- Mechtild (* 8. September 1919; † 4. Februar 2008)
- Wenzel (* 1924)
- Elinor (* 1927)

Sohn aus zweiter Ehe:
- Rüdiger (* 1941)

## Wirken

### Preußischer Staatsdienst
Nach seiner Assessorprüfung trat Stosch in den preußischen Staatsdienst ein und wurde am Polizeipräsidium in Breslau angestellt. Auf eigenen Wunsch schied er bereits im Anstellungsjahr wieder aus den Diensten Preußens aus und ging als Kaufmännischer Direktor zur Bergbau AG in Bochum. Dort blieb er bis 1933. Zwischen 1930 und 1933 war er Mitglied des paramilitärischen Stahlhelms. 1932 trat er zusätzlich der rechtskonservativen DNVP bei.

### NS-Zeit
Mitte April 1933 und mit der „Machtergreifung“ Hitlers kehrte er als Regierungsassessor in den Staatsdienst zurück, und am 1. Mai 1933 trat er der NSDAP bei. Ab April 1933 leitete er kommissarisch, ab 1. April 1934 endgültig die Staatspolizeistelle des Regierungsbezirks Münster mit Standort in Recklinghausen. Im August 1934 wurde Stosch zum Regierungsrat befördert. Von 1935 bis 1941 amtierte er als Oberbürgermeister der kreisfreien Stadt Bottrop. Januar 1941 trat er der SA bei und stieg dort bis 1942 zum SA-Obersturmbannführer auf. Am 26. August 1942 wurde er zum Regierungspräsidenten der Regierung in Münster ernannt. Vom 6. April 1943 (verschiedene Quellen nennen auch eine kommissarische Ernennung am 17. März und Bestätigung am 1. Juli) bis zum Ende der NS-Zeit in Ostwestfalen im April 1945 war er Regierungspräsident im Regierungsbezirk Minden.

### Nachkriegszeit
Dort wurde er durch die britische Militärregierung durch den politischen unbelasteten Paul Zenz ersetzt. Nach seiner Ablösung wurde er durch die britische Militärregierung bis 1948 (vermutlich) interniert (im Lager Recklinghausen?). 1949 wurde ihm wegen seiner Tätigkeit bei der Recklinghäuser Staatspolizeidienststelle in Bochum der Prozess gemacht. Vorgeworfen wurde ihm unter anderem Verbrechen gegen die Menschlichkeit und Aussageerpressung mittels Folter und Misshandlungen in 237 Fällen, darunter zwei Selbstmorde nach vorausgegangenen Misshandlungen. Das Gericht sprach Stosch frei und verurteilte für die Straftaten lediglich Stoschs Untergebene. Stosch selbst sei unwissend gewesen und habe Schikanen sogar soweit möglich abgemildert, so das Gericht. Von Stosch wurde bei der Entnazifizierung in die Gruppe IV (Mitläufer) eingestuft.
Hingegen entschied der Innenminister von Nordrhein-Westfalen Anfang der 1950er Jahre, dass Stoschs Ernennung zum Oberbürgermeister in Bottrop und die Ernennung zum Regierungspräsidenten wegen der engen Verbindung Stoschs zum Nationalsozialismus in der Berechnung der Versorgungsbezüge unberücksichtigt zu bleiben habe.

„Die Berufungen zum Regierungspräsidenten in Münster verdankt von Stosch dem Einfluss des damaligen Gauleiters und Oberpräsidenten von Westfalen, Dr. A. Meyer. Es ist anzunehmen, dass Dr. Mayer sich für Graf v. Stosch nicht lediglich aus sachlichen Gründen eingesetzt hat, sondern auch deshalb, weil Graf v. Stosch dem Nationalsozialismus besonders eng verbunden war.“

Bis zu seinem Tod lebte Stosch in Essen.

## Nachwirken
2008 wurde sein Porträt aus der Galerie der Regierungspräsidenten im Regierungssitz der Bezirksregierung Münster aufgrund seiner nationalsozialistischen Vergangenheit entfernt. Veranlasst wurde dies durch den Regierungspräsidenten Peter Paziorek. Er führte dazu aus: „Leider muss ich feststellen, dass das Verwaltungshandeln der Regierungspräsidenten von einer uneingeschränkten Loyalität gegenüber dem NS-Regime im Allgemeinen und dem Gauleiter [gemeint ist vermutlich der Gauleiter für Westfalen Nord, Alfred Meyer] im Besonderen gekennzeichnet war“.